# Natrium/Glucose-Cotransporter 1
Der Natrium/Glucose-Cotransporter 1 (SGLT1 von sodium/glucose cotransporter 1) (Gen: SLC5A1) ist ein Protein in der Zellmembran von Säugetieren, das bestimmte Monosaccharide und Natriumionen mittels eines Symport in die Zelle schleust. Er ist beim Menschen dafür zuständig, dass Glucose und Galactose im Darm vom Körper aufgenommen wird. Außerdem wird er in den Nieren gebildet und hilft dort bei der Rückresorption von Glucose und Natrium. Mutationen im SLC5A1-Gen können zu einem Transportermangel und dieser zur seltenen Glucose/Galactose-Malabsorption führen.

## Funktionsweise
Die Transportgleichung lautet:
{\displaystyle Solut_{\text{(außen)}}+2Na_{\text{(außen)}}^{+}\rightleftharpoons \ Solut_{\text{(innen)}}+2Na_{\text{(innen)}}^{+}}
Der Transport ist wie bei allen Carriern grundsätzlich reversibel, jedoch sorgt die geringe Natrium-Konzentration in der Zelle dafür, dass der Symport gerichtet nach innen abläuft. Dies ist nicht der Fall, wenn der ATP-abhängige Natrium-Kalium-Antiporter ausfällt.
Die bevorzugten Solute sind Glucose und Galactose, also Hexosen mit D-Konfiguration am fünften C-Atom.
Die Produktion des Transportermoleküls wird in manchen Krebszellen hochgefahren. Es gibt Hinweise, dass SGLT1 eine Rolle bei der Abwehr bakterieller Infektionen im Darm spielt.

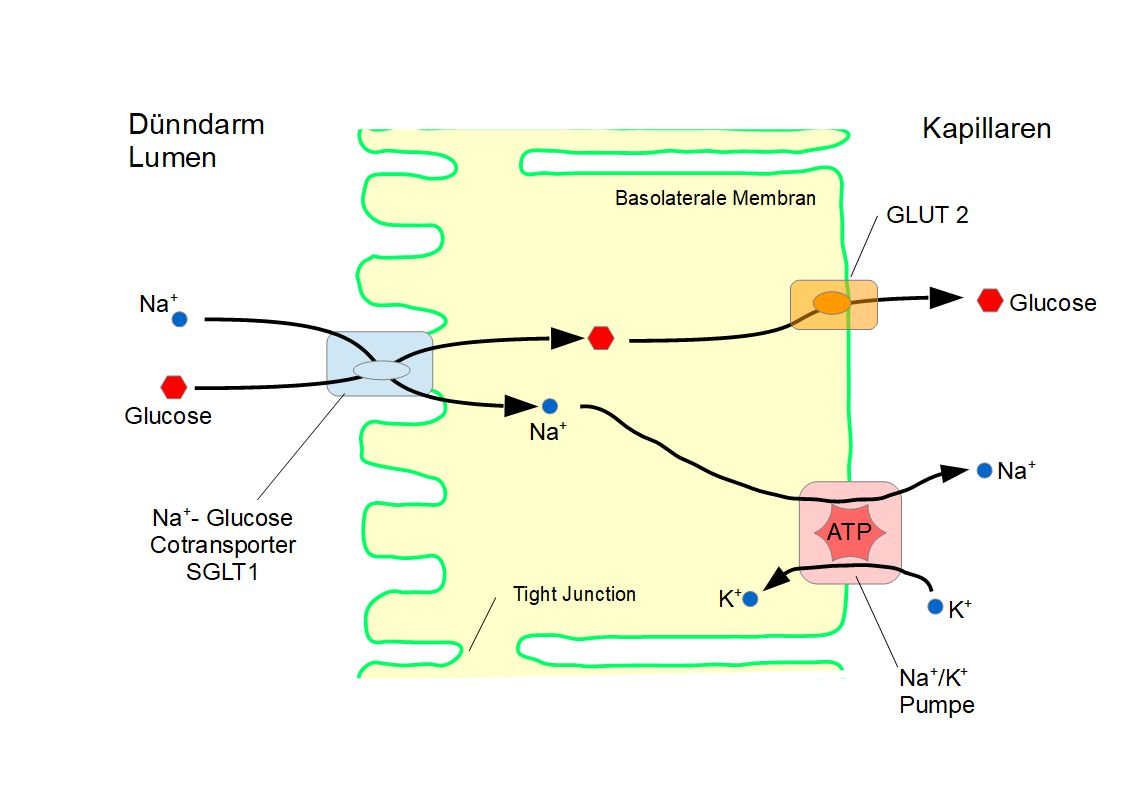
Funktion des Natrium/Glucose Cotransporters im Dünndarm

## Glucose-Aufnahme im Dünndarm
Im Darm wird SGLT-1 zur Aufnahme von Glucose in die Schleimhaut-Zellen in der apikalen Zellmembran exprimiert. So wird Glucose gegen den Gradienten zwischen Zellen und dem Darmlumen transportiert. Von der Zelle ins Blut wird Glucose passiv über GLUT-2 transportiert (siehe Abbildung).

## Glucose-Rückresorption in der Niere
SGLT-2, der SGLT-1 in Aufbau und Funktion ähnelt, wird nur in der Niere exprimiert. Er ist näher am Glomerulus, genauer in der Pars convoluta des proximalen Tubulus, zu finden. Im Gegensatz zum SGLT-1 benötigt der Symport nur ein mol Natrium pro einem mol Solut. Somit ist der Transport günstiger für den Natrium-Gradienten, auch besitzt er eine höhere Transportkapazität. Jedoch kann nur ein 100- facher Glucose-Gradient zwischen Tubulus und Blut aufgebaut werden.
Im Pars recta des proximalen Tubulus ist die Glucose-Konzentration durch SGLT-2 bereits stark abgesunken, folglich wird der Gradient zum Blut größer. Hier wird der SGLT-1 exprimiert, der mit zwei mol Natrium im Symport einen 10.000- fachen Glucose-Gradienten aufbauen kann. Somit wird, abgesehen von Pathologien wie der Zuckerkrankheit, sämtliche Glucose aus dem Harn rückresorbiert.

## Regulation
Expression und Aktivität von SGLT1 ist abhängig von Mechanismen, die auf den extrazellulären Glucosegehalt sensibel ist. Alternativ kann die Expression von SGLT1 über den Süßrezeptor T1R3 und das G-Protein Gustducin hochgefahren werden.